# Thecocarcelia trichops
Thecocarcelia trichops là một loài ruồi trong họ Tachinidae.